# Neoorosz építészet
A neoorosz építészet, más néven az ál- vagy pszeudoorosz stílus vagy orosz újjászületés (oroszul: псевдорусский стиль, неорусский стиль), historista építészeti stílus, amely a 19. század második felében alakult ki az Orosz Birodalomban. A neobizánci építészeten alapul és ötvözi azt a középkori orosz építészet elemeivel.

## Története
A nemzeti építészet iránti megújult érdeklődés keretei között alakult ki, amely Európában a 19. században jelentkezett. 
Ekkor, amikor a trend nemzeti indíttatásúvá vált, sok orosz művész és építész úgy dönt, hogy új stílust hoz létre, amely ötvözi a hagyományos stílust a modern vívmányokkal. Céljuk az orosz művészet újjászületése volt.
A stílus a népművészeti és építészeti hagyományok, valamint a bizánci építészet egyes elemeinek felhasználásán alapult. Gyakran kombinálták más építészeti stílusokkal, például a neogótikával vagy a modern építészeti stílussal.
Azonban eltér a régi orosz építészettől eklektikus és sokkal pompásabb formanyelve miatt. Ezért nevezik néha pszeudoorosz stílusnak. 
A régi orosz építészet olyan jellegzetes formaelemeit, mint a sátortető (satyor), a tornyos kiképzés, a nyomott csúcsív (bocska), a dekoratív díszorom párta (kokosnyik), a lépcsőfeljáróra szerkesztett és gazdagon faragott tornác (krülco), a nyílást keretező tagozatok stb. jellemzők az ebben a stílusban tervezett épületeken.
Az 1917-es forradalommal és a cári család meggyilkolásával a stílus veszített népszerűségéből.

## Galéria

A feltámadás temploma (Szentpétervár)
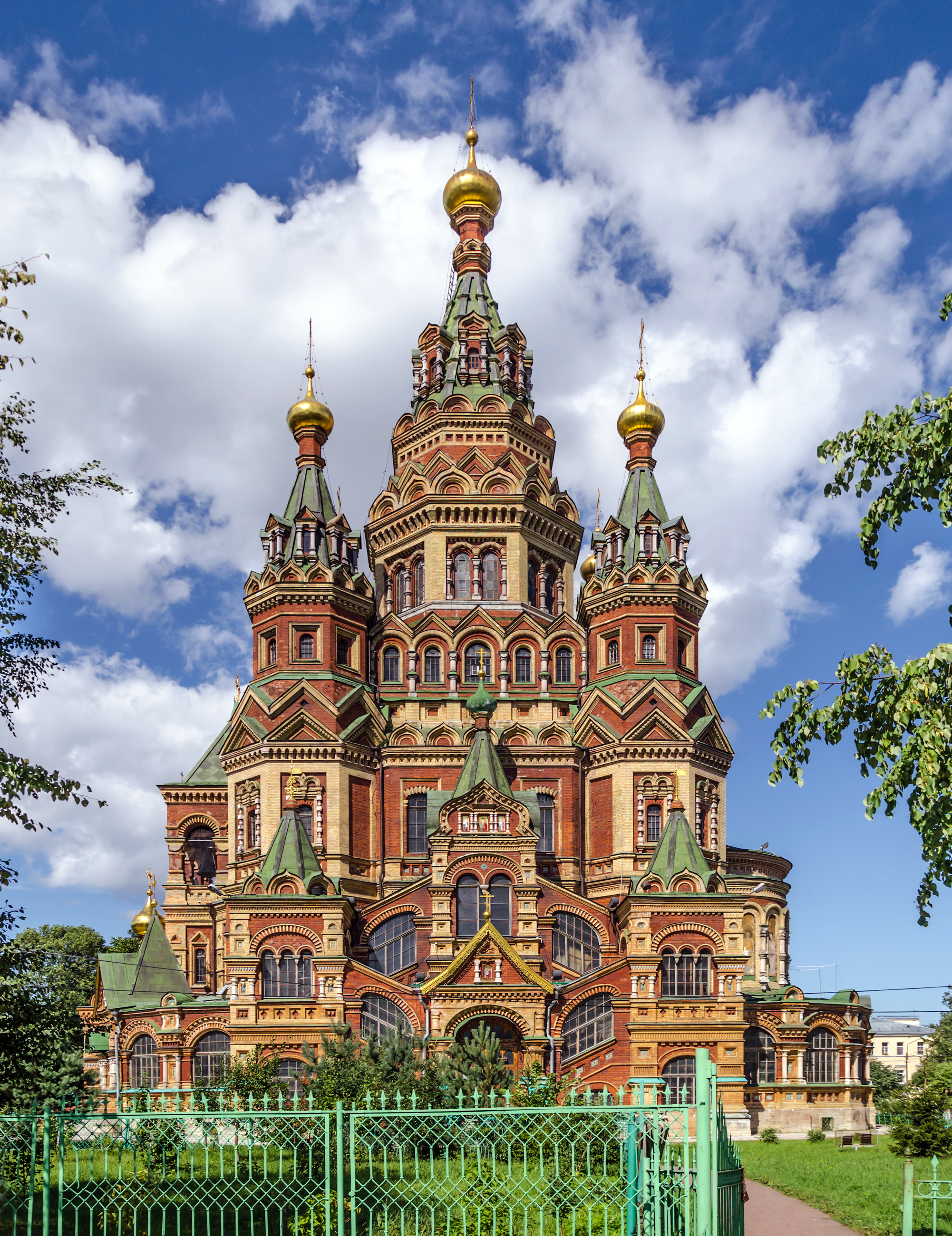
Péter és Pál székesegyház (Peterhof)
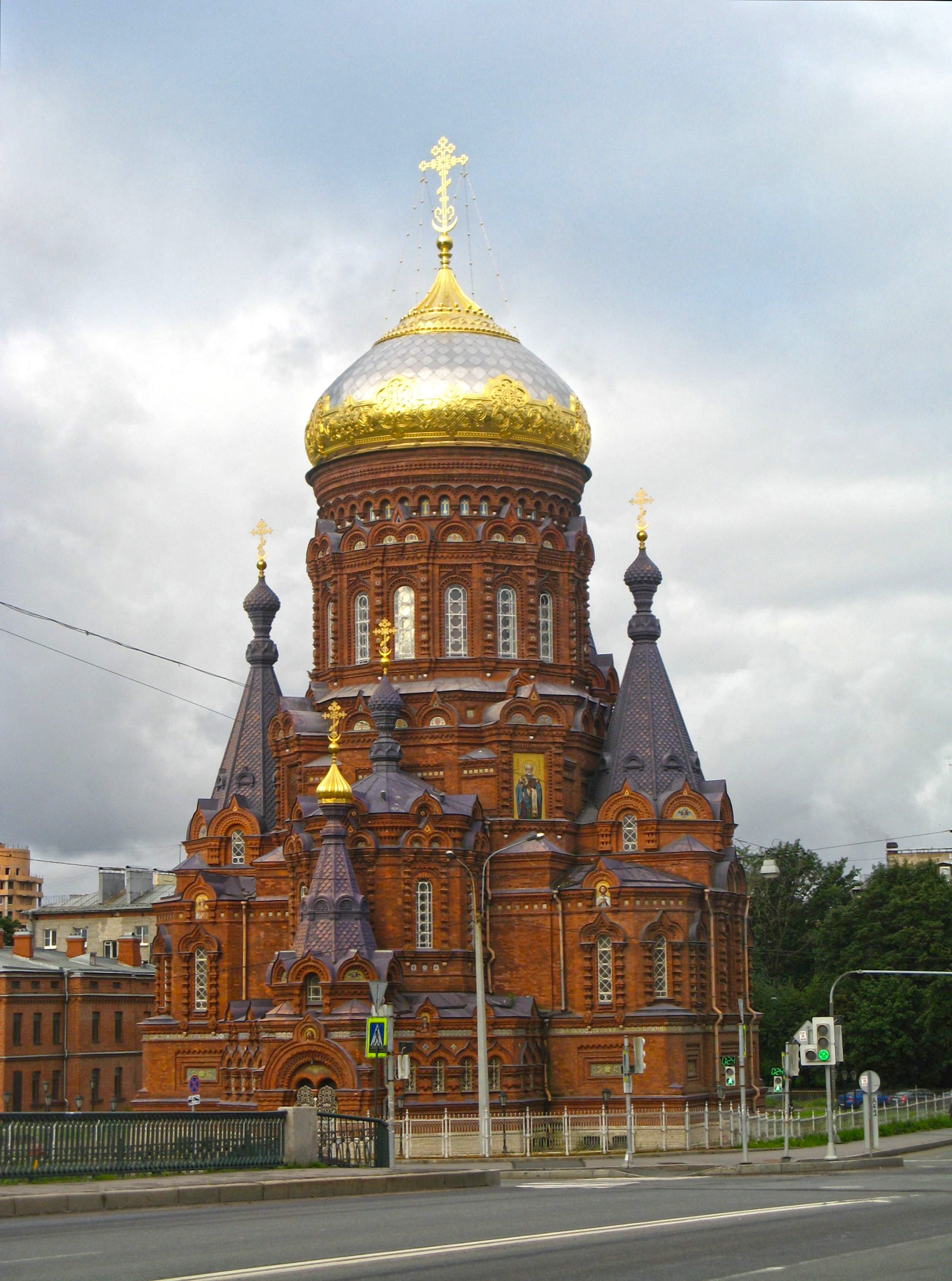
Szentpétervári Jelenések temploma
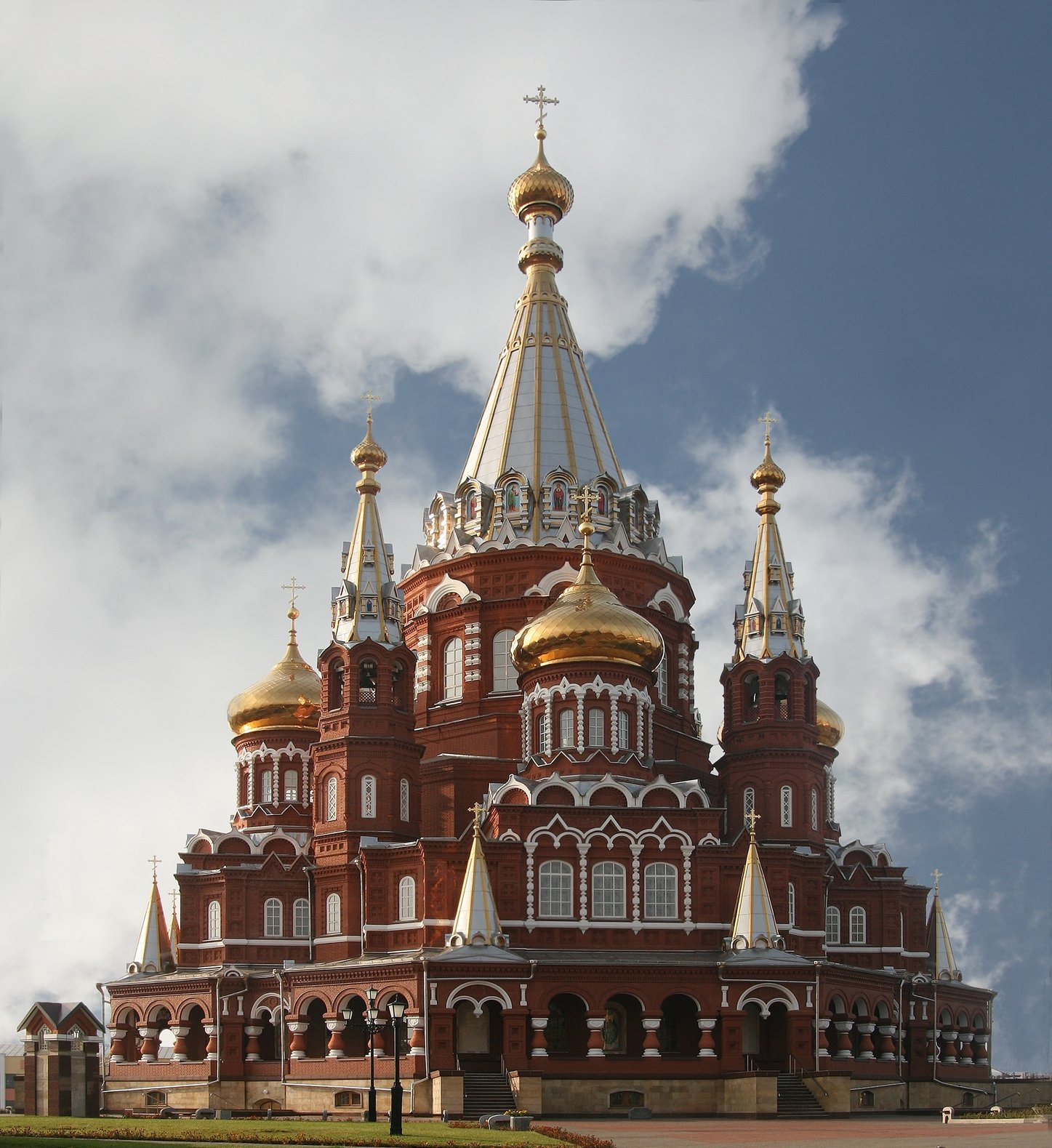
Szent Mihály-székesegyház (Izsevszk)
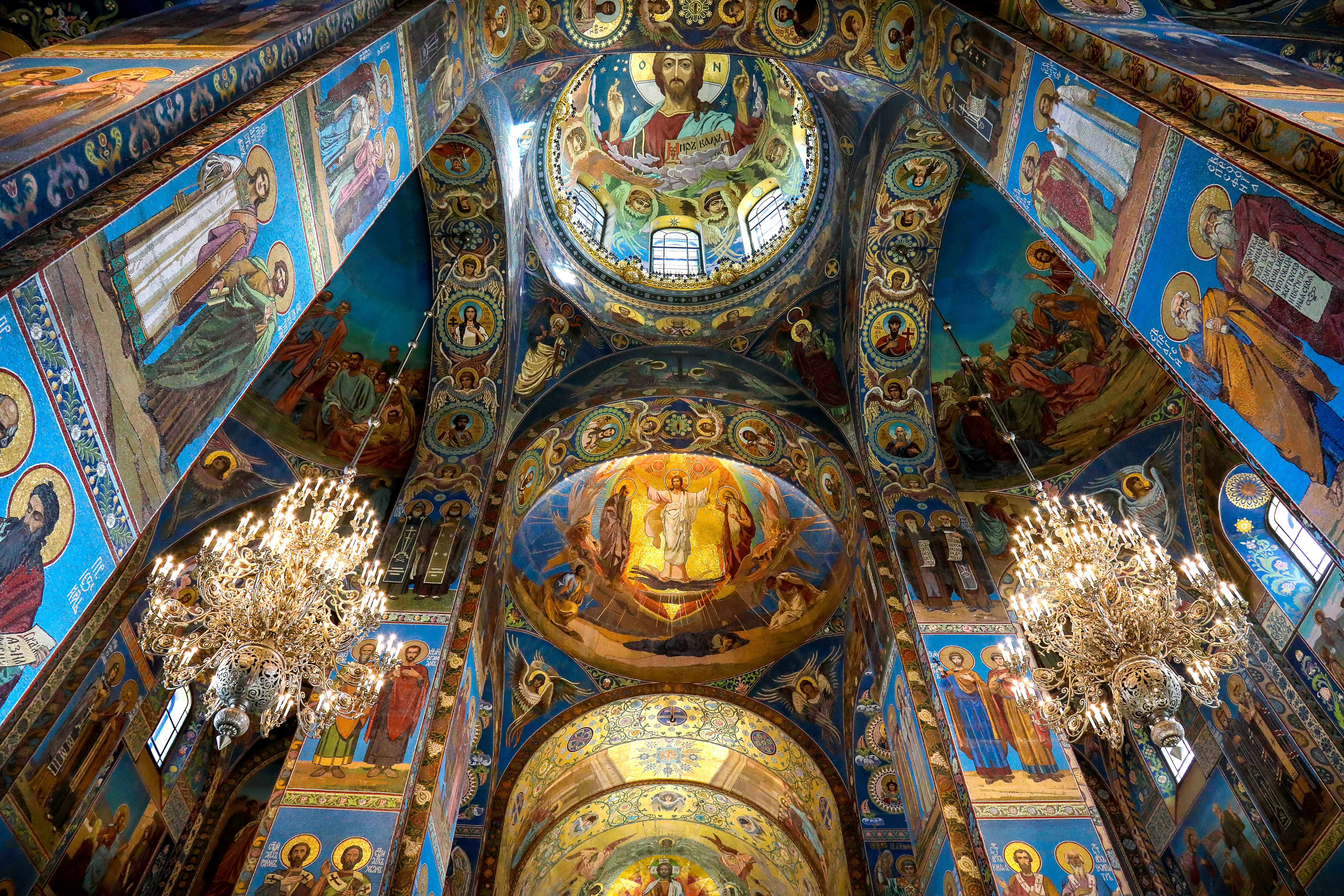
A szentpétervári feltámadás templomának belseje
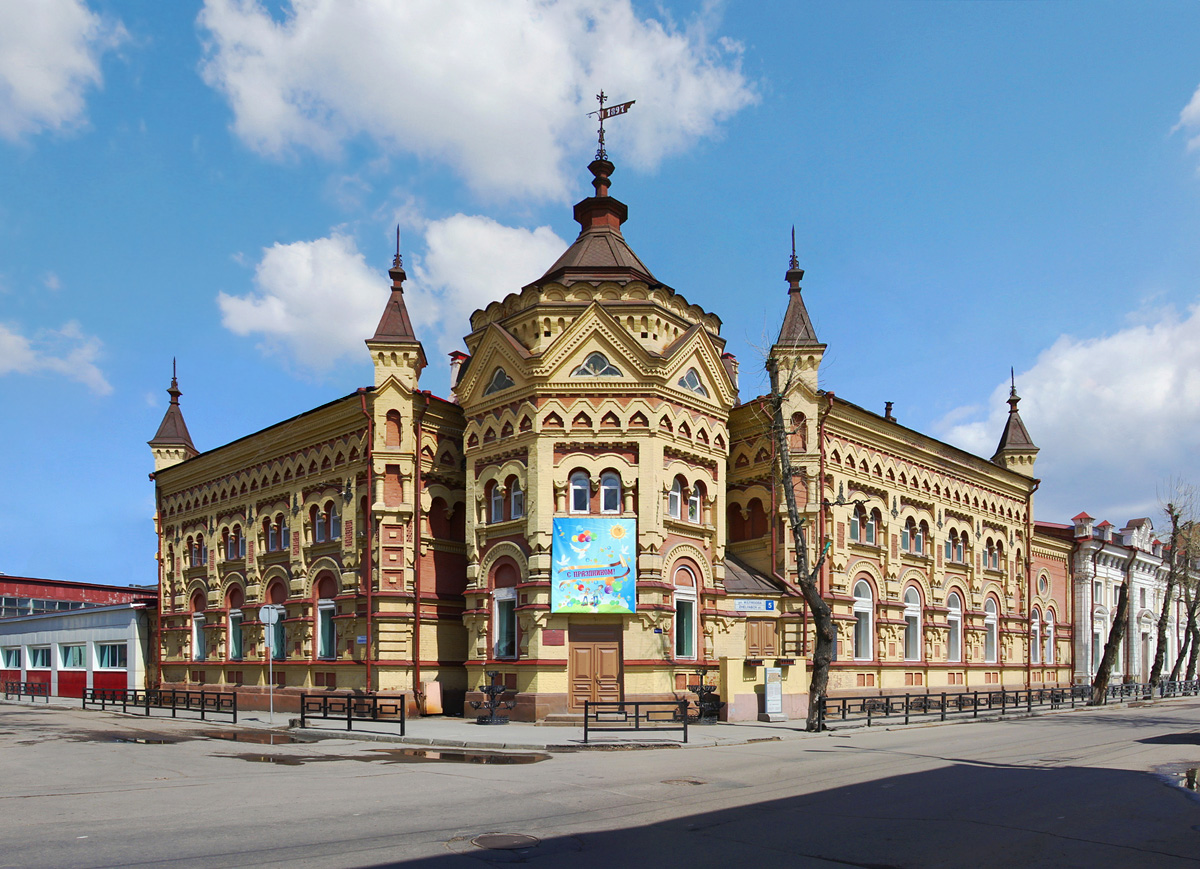
Vtorov háza Irkutszkban (1897)